# Nabi Tajima
Nabi Tajima (田島 ナビ Tajima Nabi?,  prefectura de Kagoshima, 4 de agosto de 1900-21 de abril de 2018) fue una supercentenaria japonesa conocida por ser la última persona viva verificada nacida en el siglo XIX. Murió a los 117 años y 260 días, siendo la persona viva más anciana del mundo tras la muerte de Violet Brown, el 15 de septiembre de 2017.
Además, desde el 31 de agosto de 2017 hasta el 18 de septiembre de 2020 fue la asiática más longeva de la historia, y desde el 22 de marzo de 2018 hasta el 18 de septiembre de 2020 la tercera persona más longeva de la historia, detrás de la francesa Jeanne Calment y la estadounidense Sarah Knauss. 
Nabi Tajima es la persona más longeva que ha vivido en tres siglos diferentes y la última del año 1900.
Tajima nació en Araki, entonces el pueblo de Wan, en la parte más occidental de la isla de Kikaijima, prefectura de Kagoshima. Residió en Kikai, que se encuentra en la misma isla en la prefectura de Kagoshima. Tuvo nueve hijos (siete varones y dos mujeres), 28 nietos, 56 bisnietos y 35 tataranietos.

## Registro de longevidad
Estos registros pueden no ser reales ya que su edad está en disputa.
El 3 de enero de 2015, al fallecer Bernice Madigan, entró al top de las 10 personas vivas más ancianas del mundo. 
El 27 de septiembre de 2015, se convirtió en la persona viva más anciana de Japón tras el fallecimiento de una residente en el anonimato de Tokio. 
Con el fallecimiento de Susannah Mushatt Jones el 12 de mayo de 2016, se convirtió en la tercera persona viva más anciana del mundo con 115 años y 282 días.
El 4 de agosto de 2016, cumplió 116 años, convirtiéndola en la decimoquinta persona con evidencia en hacerlo y la cuarta persona y tercera mujer de Japón.
El 27 de septiembre de 2016, con 116 años y 54 días, alcanzó la edad de Jiroemon Kimura y se convirtió en la tercera persona más longeva de Japón.
El 26 de enero de 2017, con 116 años y 175 días, alcanzó la edad de Tane Ikai y se convirtió en la segunda persona más longeva de Japón y la décima más longeva de la historia.
El 15 de abril de 2017, al fallecer Emma Morano, se convirtió en la segunda persona viva más anciana del mundo con 116 años y 254 días.
El 7 de mayo de 2017, a los 116 años y 276 días, alcanzó la edad de Gertrude Weaver, convirtiéndose en la novena persona más longeva de la historia.
El 4 de agosto de 2017, cumplió 117 años, con lo cual se convirtió en la séptima persona con evidencia en hacerlo y en la segunda japonesa.
El 31 de agosto de 2017, con 117 años y 27 días, alcanzó la edad de Misao Okawa y el récord de edad de la historia japonesa y asiática. Al mismo tiempo, también se convirtió en la sexta persona más longeva de la historia.
Con el fallecimiento de Violet Brown el 15 de septiembre de 2017, se convirtió en la persona viva más anciana del mundo, con 117 años y 42 días, y en la última persona viva nacida en el siglo XIX con evidencia de edad.
El 19 de diciembre de 2017, con 117 años y 137 días, alcanzó la edad de Emma Morano y se convirtió en la quinta persona más longeva de la historia.
El 9 de febrero de 2018, con 117 años y 189 días, alcanzó la edad de Violet Brown y se convirtió en la cuarta persona más longeva de la historia. Desde esa fecha hubo que remontarse a antes del fallecimiento de Sarah Knauss, sucedido el 30 de diciembre de 1999, para que hubiera una persona viva tan anciana.
El 22 de marzo de 2018, con 117 años y 230 días, alcanzó la edad de Marie Louise Meilleur y se convirtió en la tercera persona más longeva de la historia.
El 21 de abril de 2018, con 117 años y 260 días, falleció en la ciudad de Kikai, Kagoshima.